# Megacólon

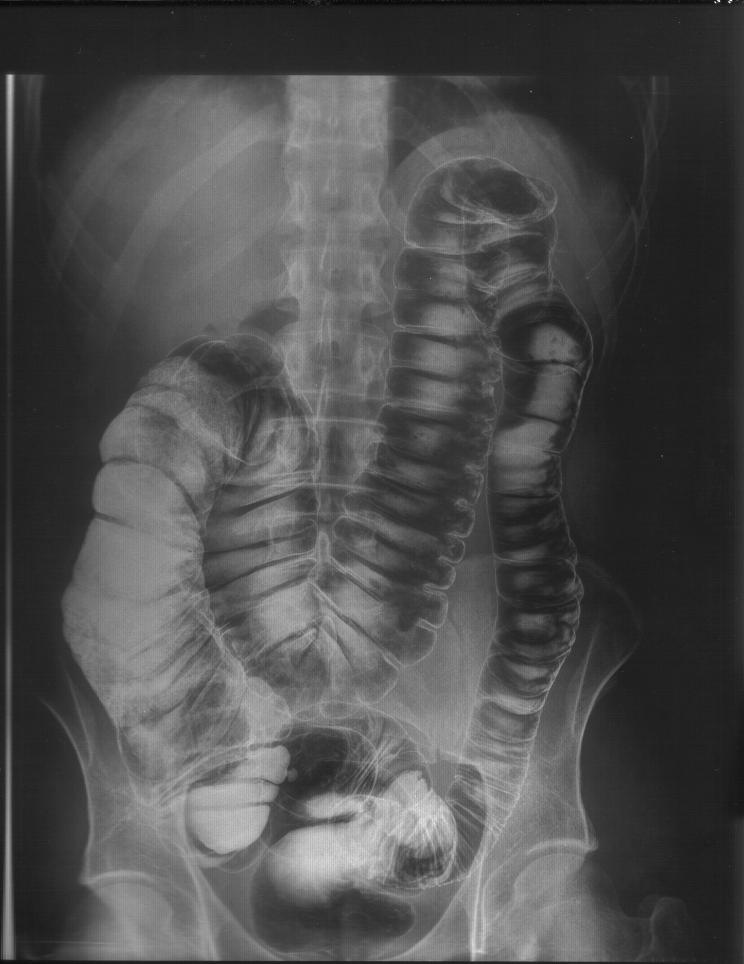
Megacólon - Exame Radiológico com Clister Opaco em Duplo Contraste

Megacólon é um transtorno intestinal caracterizado por dilatação anormal do intestino grosso, definida em um adulto como mais de 12cm de diâmetro no ceco, maior que 8cm no cólon ascendente ou descendente ou 6,5cm no cólon sigmoideo ou reto. 

## Causas
Pode ser produzida por defeitos congênitos como é o caso do megacólon congênito ou doença de Hirschsprung ou pode ser adquirido por ingestão de substância tóxica, efeito colateral de medicação, colites, hipotireoidismo, doença de Chagas ou infecção por Clostridium difficile ou por enterobactérias. Associa-se à obstipação persistente e episódios de obstrução intestinal. Na América Latina a causa mais comum é doença de Chagas.

## Tratamento
Tratamentos possíveis incluem:
- Em casos estáveis e leves, a utilização de laxantes e agentes de volume, bem como modificações em hábitos de dieta e das fezes são suficientes;
- Corticosteroides e outros medicamentos anti-inflamatórios são usados em caso de megacólon tóxico;
- Antibióticos são usados para as infecções bacterianas, tais como a vancomicina oral para Clostridium difficile
- Em casos persistentes pode-se fazer desimpactação de fezes e descompressão anorretal usando sonda nasogástrica;
- Quando megacólon piora e as medidas conservadoras falham para restaurar o trânsito, uma cirurgia para retirar os fecalomas pode ser necessária.

Em alguns casos pode ser necessário remover parte do cólon defeituoso (colectomia).